# 139 (число)
Вижте пояснителната страница за други значения на 139.
139 (сто тридесет и девет) е просто, естествено, цяло число, следващо 138 и предхождащо 140.
Сто тридесет и девет с арабски цифри се записва „139“, а с римски цифри – „CXXXIX“. 139 е на 34-то място в реда на простите числа (след 137 и преди 149). Числото 139 е съставено от три цифри от позиционните бройни системи – 1 (едно), 3 (три), 9 (девет).

## Общи сведения
- 139 е нечетно число.
- 139-ият ден от годината е 19 май.
- 139 е година от Новата ера.

## Любопитни факти
- 139 британски войници се отбраняват в Битката при Роркс Дрифт.